# 萬惟樞
萬惟樞，山東兗州府曹縣人，清朝政治人物、進士出身。

## 生平
明崇禎十二年（1639年），萬惟樞舉己卯科山東鄉試。清軍入關後，應順治三年（1646年）丙戌科春闈，登二甲第十二名進士。